# Santa Maria (Trancoso)
Santa Maria ist ein Ort und eine ehemalige Gemeinde (Freguesia) im portugiesischen Kreis Trancoso. Die Gemeinde hatte 1665 Einwohner (Stand 30. Juni 2011).
Am 29. September 2013 wurden die Gemeinden Trancoso (Santa Maria), Souto Maior und Trancoso (São Pedro) zur neuen Gemeinde União das Freguesias de Trancoso (São Pedro e Santa Maria) e Souto Maior zusammengeschlossen.